# Meinolf (Vorname)
Meinolf ist ein altdeutscher männlicher Vorname. Andere Formen des Namens sind Meinulf und Meinolph.

## Herkunft und Bedeutung des Namens
Die Namensbestandteile stehen für magan bzw. megin „Kraft“, „Macht“ sowie für wolf „Wolf“. Der Träger des Namens soll kräftig wie ein Wolf sein.

## Bekannte Namensträger
- Meinolf (um 795–857), Priester, Heiliger der römisch-katholischen Kirche
- Franz Heinrich Meinolph Wilhelm (auch [Franz Heinrich] Meinolf Wilhelm, 1725–1794), deutscher Mediziner
- Meinolf Amekudzi, deutscher Programmierer
- Meinulf Barbers (* 1937), deutscher Pädagoge, Vorsitzender des Quickborn-Arbeitskreises
- Meinolf Dierkes (1941–2024), deutscher Soziologe
- Meinolf Finke (* 1963), deutscher Dichter
- Meinolf Koch (* 1957), deutscher Fußballspieler
- Meinulf von Mallinckrodt (1861–1947), deutscher Politiker, Landrat des Kreises Meschede
- Meinolf Mehls (* 1965), deutscher Fußballspieler
- Meinolf Mertens (1923–2009), deutscher Politiker (CDU)
- Meinolf Michels (1935–2019), deutscher Politiker (CDU)
- Meinolf Peters (* 1952), deutscher Psychologe und Psychotherapeut
- Meinolf Schönborn (* 1955), deutscher Rechtsextremist
- Meinolf Schulte (1948–2024), deutscher Fußballspieler
- Meinolf Schumacher (* 1954), deutscher Literaturwissenschaftler und germanistischer Mediävist
- Meinolf Stieren (1924–2015), deutscher Politiker (CDU)
- Meinolf Vielberg (* 1958), deutscher Klassischer Philologe
- Meinolf Wewel (* 1931), deutscher Verleger
- Meinolf Zurhorst (* 1953), deutscher Filmjournalist, Sachbuchautor und Filmproduzent